# Braunsia
Genre
Classification phylogénétique
Braunsia Schwantes est un genre de plante de la famille des Aizoaceae.
Braunsia Schwantes, in Gartenwelt 32: 644 (1928)
Type : Braunsia nelii Schwantes

## Liste des espèces
- Braunsia apiculata (Kensit) L.Bolus
- Braunsia bina Schwantes
- Braunsia edentula (Haw.) N.E.Br.
- Braunsia geminata (Haw.) L.Bolus
- Braunsia maximiliani Schwantes
- Braunsia nelii Schwantes
- Braunsia stayneri (L.Bolus) L.Bolus
- Braunsia vanrensburgii (L.Bolus) L.Bolus -